# Battaglia di Grenada
La battaglia di Grenada venne combattuta il 6 luglio 1779 nelle acque davanti all'isola caraibica di Grenada tra una flotta francese al comando dell'ammiraglio Charles Henri d'Estaing e una britannica guidata dall'ammiraglio John Byron, durante i più vasti eventi della guerra anglo-francese.
La flotta britannica era accorsa a Grenada subito dopo la cattura dell'isola da parte delle forze di d'Estaing; credendo di essere in superiorità numerica Byron sferrò un attacco generale alle navi francesi ancora posizionate davanti all'isola, ma l'azione si risolse in una sconfitta per i britannici i cui disordinati assalti furono facilmente respinti dai francesi. Lo storico Alfred Thayer Mahan descrisse l'azione come la peggior sconfitta che la Marina britannica abbia mai riportato dalla battaglia di Beachy Head del 1690.

## Antefatti
La Francia entrò negli eventi della guerra d'indipendenza americana all'inizio del 1778, mettendo assieme uno squadrone navale di 12 vascelli e 5 fregate agli ordini del viceammiraglio Charles Henri d'Estaing per sostenere gli sforzi dei ribelli americani nella loro lotta contro la Gran Bretagna; questa forza arrivò quindi sulle coste americane nel luglio del 1778. D'Estaing aveva la missione di attaccare i britannici «li dove poteva arrecare più danni e ove ritenuto più utile per gli interessi di Sua Maestà e la gloria delle sue armi»; questi ordini gli lasciavano quindi carta bianca, ma con la raccomandazione di non lasciare lo coste degli Stati Uniti senza aver prima «compiuto un'azione vantaggiosa per gli americani, gloriosa per le armate del Re [e] chiaramente manifestante la protezione che Sua Maestà accordava ai suoi alleati». Inizialmente, d'Estaing rinunciò ad attaccare i britannici a New York, difesa da forze troppo numerose, mentre una violenta tempesta gli impedì di affrontare la squadra di 14 vascelli dell'ammiraglio Richard Howe davanti a Newport nell'agosto 1778; la squadra francese ripiegò quindi su Boston dove sostò per più di due mesi per riparare i danni e fare rifornimento. D'Estaing fece quindi vela per la colonia francese della Martinica in novembre, ma subì una sanguinosa sconfitta in dicembre quando tentò inutilmente di impedire la conquista britannica dell'isola di Saint Lucia.
All'inizio del 1779 le forze navali francesi non avevano ancora riportato quella rapida vittoria auspicata l'anno precedente dalla corte di Versailles. Rinforzi furono quindi inviati dalla Francia e tra febbraio e aprile arrivarono gradualmente alla Martinica le divisioni navali del conte François Joseph Paul de Grasse (19 febbraio), dell'ammiraglio Louis-Philippe de Vaudreuil (26 aprile) e dell'ammiraglio Toussaint-Guillaume Picquet de la Motte (27 giugno). Alcune operazioni minori condotte da d'Estaing consentirono quindi ai francesi di conquistare le isole di Saint-Martin (24 febbraio), Saint-Barthélemy (28 febbraio) e infine Saint Vincent (17 giugno). Con l'arrivo dei rinforzi nei primi mesi del 1779, d'Estaing arrivò a disporre di 25 vascelli, una forza più che doppia rispetto all'anno precedente, unitamente a una dozzina di fregate; anche i britannici inviarono rinforzi nella zona delle Indie occidentali: la squadra del viceammiraglio John Byron arrivò a Saint Lucia il 6 gennaio 1779 con una forza di 10 vascelli, e con l'arrivo di ulteriori rinforzi arrivò a disporre in giugno di un totale di 21 vascelli senza contare le fregate e le navi da trasporto truppe.
D'Estaing decise di prendere l'iniziativa e di attaccare Barbados, isola che ospitava un'importante base della Royal Navy, ma le condizioni meteo non si dimostrarono favorevoli e l'ammiraglio decise quindi di ripiegare sull'isola di Grenada davanti alla quale si presentò il 2 luglio; 1 200 soldati francesi condotti personalmente da d'Estaing furono sbarcati sull'isola, che fu conquistata dopo due giorni di scontri: la guarnigione britannica capitolò lasciando in mano ai francesi 700 prigionieri (tra cui il governatore George Macartney), tre bandiere, 102 cannoni e 16 mortai, mentre gli attaccanti registrarono 106 perdite tra morti e feriti. La mattina del 6 luglio, tuttavia, la flotta britannica di Byron giunse davanti a Grenada, accompagnata da un grosso convoglio di 50 navi da trasporto cariche di truppe, senza sapere che l'isola era ormai in mano ai francesi; quando si rese conto di ciò, a Byron non restò altra scelta che attaccare immediatamente il nemico, pena l'andare incontro a severe sanzioni per il suo operato.

## La battaglia

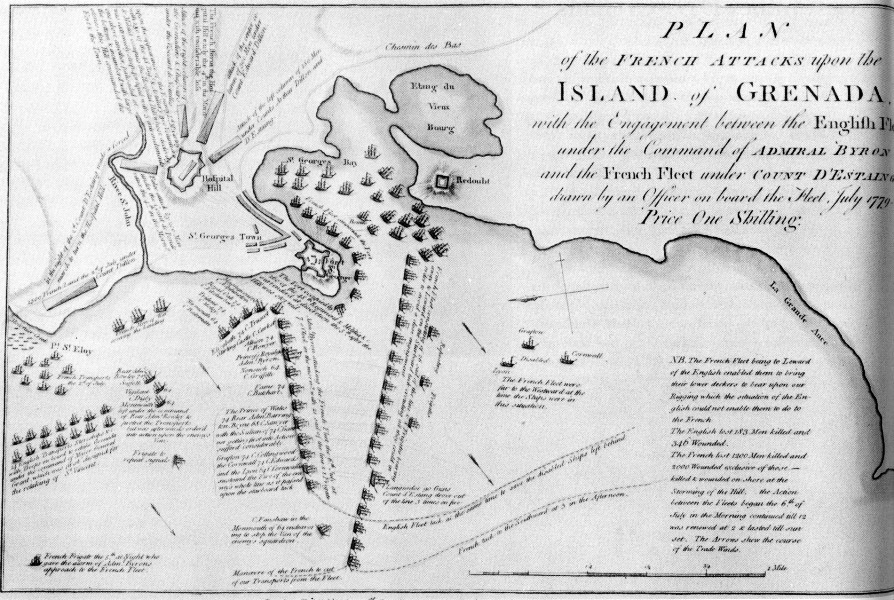
Schema della battaglia in una stampa dell'epoca

D'Estaing disponeva di un numero di vascelli leggermente superiore a quello di Byron (25 contro 21), una differenza tuttavia più che compensata dalla maggior disponibilità di bocche da fuoco dei britannici rispetto ai francesi (1 516 contro 1 468) dovuta alla diversa composizione delle due squadre: le due navi più pesanti di d'Estaing erano il Languedoc (nave ammiraglia) e il Tonnant, entrambi vascelli a due ponti e da 80 cannoni, mentre Byron poteva disporre di un vascello a tre ponti da 90 cannoni, lo HMS Princess Royal; sia d'Estaing che Byron allineavano ciascuno 12 vascelli da 74 o 70 cannoni e rispettivamente sette e otto navi da 64 o 60 cannoni, con i francesi che schieravano anche quattro vascelli da 54 o 50 cannoni che tuttavia disponevano di una ridotta utilità bellica in uno scontro tra flotte contrapposte. Il viceammiraglio britannico disponeva quindi di una forza più omogenea di quella del suo avversario e poteva quindi iniziare il combattimento con buone chance di successo.
Le fregate francesi avvistarono al forza nemica verso le 03:30 e diedero l'allarme sparando alcuni colpi di cannone, concedendo al resto della flotta il tempo di prepararsi allo scontro e di riprendere a bordo le forze sbarcate sull'isola. Byron tentò allora un colpo di mano: credendo che il grosso degli equipaggi francesi fosse ancora a terra, egli cercò di insinuare la sua squadra tra la terraferma e le navi francesi alla fonda nella speranza di distruggerle o catturarle senza che potessero reagire. Ma gli equipaggi delle navi francesi erano al completo e d'Estaing poteva contare sul supporto idi alcuni brillanti comandanti navali come Suffren, de Grasse e La Motte-Picquet; inoltre, le navi britanniche passarono a tiro delle forze francesi sbarcate su Grenada le quali le bombardarono prendendole così tra due fuochi, trasformando la manovra di Byron in una trappola per le sue forze.
D'Estaing fece salpare le àncore e la battaglia si sviluppò quella stessa mattina secondo l'abitale tattica della linea di fila, con le due squadre che si affrontarono schierate in due linee di navi parallele l'una all'altra, la prima bordo contro bordo e la seconda sulla medesima rotta. Il cannoneggiamento fu feroce, come confermato dalla testimonianza di un ufficiale del vascello Fantasque (64 cannoni), la nave di Suffren, che combatteva in seconda posizione sulla linea francese e che subì il tiro di tutte le 21 unità britanniche che gli sfilarono di fronte: «la nostra nave ha fatto meraviglie, abbiamo sparato 1 600 colpi di cannone, tanti quanti la Languedoc [la nave ammiraglia] che ha tenuto il suo posto». La squadra britannica, che incassò 21 000 colpi di cannone, fu pesantemente sconfitta: la retroguardia britannica fu fatta a pezzi dai francesi, con quattro vascelli (il Lion e il Monmouth da 64 cannoni, il Grafton e il Cornwall da 74 cannoni) che furono disalberati e riportarono danni così gravi da dover abbandonare la linea di battaglia.
Byron riuscì a far ritirare la sua squadra verso Saint Kitts, prendendo a rimorchio le sue quattro unità fuori uso; la flotta francese era pienamente vittoriosa, ma d'Estaing non fece nulla per sfruttare il successo nonostante gli inviti a ciò di Suffren e La Motte-Picquet: non fu tentata alcuna azione contro il convoglio di navi trasporto truppe britanniche, il quale era estremamente vulnerabile e per avere ragione del quale, secondo Suffren, sarebbe bastato un vascello da 50 cannoni accompagnato da qualche fregata.

## Conseguenze
Le perdite francesi annoverarono 176 morti, tra cui tre capitani di vascello (de Desmichel de Champorcin sul Provence, de Ferron de Quengo sull'Amphion e de Montaut sul Fier-Rodrigue) e 776 (o 773) feriti; dall'altro lato, i britannici registrarono più di 1 000 perdite tra morti e feriti.
Secondo un rapporto di Suffren, «il comandante [d'Estaing] si è comportato, per terra e per mare, con grande valore. La vittoria non può essere messa in discussione; ma se fosse stato un marinaio tanto quanto era coraggioso, non avremmo lasciato scappare quattro navi britanniche disalberate». Gli storici danno giudizi più severi: la battaglia fu definita come «la sconfitta più disastrosa della Royal Navy dalla battaglia di Beachy Head del 1690» dallo storico Alfred Thayer Mahan alla fine del XIX secolo, mentre Rémi Monaque notò che «la battaglia di Grenada avrebbe potuto essere, avrebbe dovuto essere una grande vittoria per i francesi». D'Estaing non comprese la portata della sua vittoria: durante la precedente guerra dei sette anni il comandante francese si era messo in luce con una brillante campagna di guerra corsara nell'oceano Indiano, ma dopo aver iniziato la sua carriera come generale dell'esercito d'Estaing non vide negli squadroni navali altro di diverso da un modo per trasportare le truppe; inoltre, come fa notare Jean Meyer, «ciò corrispondeva allo stato d'animo degli ammiragli francesi, che consideravano come sufficiente il semplice fatto di aver tenuto testa al nemico e che non desideravano rischiare di più uomini e materiali».
D'Estaing si accontentò quindi di aver occupato Grenada, vittoria completata più tardi dalla presa dell'arcipelago delle piccole isole Grenadine operata, praticamente senza combattere, da una squadra di due vascelli e due fregate agli ordini di Suffern. La battaglia di Grenada fu quindi un successo tattico dei francesi ma senza particolari significati strategici, visto che quello delle Indie occidentali era solo un teatro di operazioni minori della guerra; secondo Jean-Christian Petitfils, lasciando fuggire la squadra di Byron d'Estaing «si lasciò sfuggire una vittoria decisiva che avrebbe permesso di prendere la grande base della Giamaica»; d'Estaing riuscì tuttavia a infliggere un duro colpo al morale delle forze britanniche in Nordamerica, e la battaglia ebbe un notevole impatto sull'opinione pubblica. Il 22 luglio il francese, forse affetto da qualche rammarico, raggiunse l'isola di Saint Kitts dove aveva trovato rifugio la squadra di Byron: il britannico tuttavia si rifiutò di ingaggiare nuovamente un combattimento e preferì rimanere sotto la protezione dell'artiglieria costiera. I due viceammiragli non si trovarono più ad affrontarsi facci a faccia, né terminarono il conflitto alla testa di grandi incarichi di comando: Byron continuò ad esercitare il comando in Nordamerica per breve tempo prima di essere richiamato in Europa; quanto a d'Estaing, questa vittoria gli conferì grande popolarità presso l'opinione pubblica francese, desiderosa di vedere lavata l'onta delle sconfitte riportate nella guerra dei sette anni e poco attenta agli insuccessi riportati dal viceammiraglio come il sanguinoso fallimento dell'assedio di Savannah in ottobre: rientrato in patria nel dicembre 1779, d'Estaing ottenne un'accoglienza trionfale (fu ricevuto a lungo dal re, fu ricoperto di elogi e divenne il soggetto di poemi, canzoni e di un'intera opera), ma per il resto non giocò che un ruolo secondario nel proseguimento del conflitto.